# 池見哲司
池見 哲司（いけみ てつじ、1947年4月 - ）は日本の新聞記者。元朝日新聞論説委員。

## 略歴
- 1966年3月 - 福岡県立福岡高等学校卒業。
- 1972年3月 - 東京大学法学部卒業。
- 1972年4月 - 朝日新聞社入社。
- 1999年5月 - 朝日新聞社論説委員。
- 2005年4月 - 朝日新聞社を退職。

## 著書
- 『水戦争――琵琶湖現代史』緑風出版、1982年8月。ISBN 4-8461-8205-3。
- 『水俣病闘争の軌跡――黒旗の下に』緑風出版、1996年9月。ISBN 4-8461-9617-8。